# Lerista macropisthopus
Lerista macropisthopus este o specie de șopârle din genul Lerista, familia Scincidae, descrisă de Werner 1903.

## Subspecii
Această specie cuprinde următoarele subspecii:
- L. m. macropisthopus
- L. m. remota
- L. m. fusciceps
- L. m. galea